# Mobidat
Mobidat ist ein von der Aktion Mensch ausgezeichnetes Internetportal für Menschen mit und ohne Behinderung. Es enthält kostenfreie und mehrsprachige Informationen zur Barrierefreiheit von Einrichtungen mit Publikumsverkehr in Berlin.

## Geschichte
Mobidat wurde am 9. Mai 2003 vom Verein Albatros e. V. als Datenbankprojekt für Rollstuhlfahrer gestartet und wird seit dem 1. Januar 2010 von der Firma Albatros gemeinnützige Gesellschaft für soziale und gesundheitliche Dienstleistungen mbH betrieben. Seit 1992 wurden durch den Verein Movado e. V. Daten zur Zugänglichkeit öffentlicher und privater Einrichtungen in den Berliner Bezirken erfasst, bis Mitte März 2002 aktualisiert und Mobidat zur Verfügung gestellt.

## Inhalt und Ziele
Ausgehend vom Motto „Barrierefreies Leben in Berlin“ soll ein mehrsprachiges Auskunftssystem für Rollstuhlfahrer, Hörgeschädigte, sehbehinderte und lerneingeschränkte Menschen dauerhaft zur Verfügung stehen. Über eine Kooperation mit anderen Projekten und Webseiten (beispielsweise „Hilfelotse“ und „Rundumsalter“) wird die Zielgruppe erweitert. Zusätzlich informiert Mobidat über Veranstaltungen, Mitteilungen, Pressenews, barrierefreies Leben und die Berliner Bezirke mit ihren Behindertenbeauftragten.

## Datenerfassung und Redaktion
Die Datenerfassung erfolgt über standardisierte Datenerhebungsbögen, welche von ehrenamtlichen Mitarbeitern vor Ort ausgefüllt und (von der Redaktion) in eine Datenbank eingepflegt werden. Zur Redaktion gehören ehrenamtliche Mitarbeiter und Mitarbeiter aus geförderten Maßnahmen.

## Kooperationen
Zu den Kooperationspartnern gehören der Landesbeauftragte für Menschen mit Behinderungen des Landes Berlin, die Bezirksbeauftragten für Menschen mit Behinderung der Bundesagentur für Arbeit und die Berliner Servicegesellschaft gsub mbH.

## Auszeichnungen
Das Webangebot gewann 2009 eine Silberne BIENE in der Kategorie „Einfache Recherche- und Serviceangebote“ als eine der besten deutschsprachig barrierefreien Internetseiten.